# أنطونيو راماليو ايانس
أنطونيو راماليو ايانس (بالبرتغالية: António Ramalho Eanes‏) (و. 1935 – م) هو سياسي من البرتغال .

## روابط خارجية
- أنطونيو راماليو ايانس على موقع الموسوعة البريطانية (الإنجليزية)
- أنطونيو راماليو ايانس على موقع مونزينجر (الألمانية)
- أنطونيو راماليو ايانس على موقع إن إن دي بي (الإنجليزية)